# Adolf Stelzer
Adolf Stelzer (né le 1er septembre 1908 et mort le 30 avril 1977) était un footballeur international suisse, qui évoluait au poste de défenseur.

## Biographie
On sait peu de choses sur sa carrière sauf peut-être qu'il évoluait dans le club du championnat suisse du FC Lausanne-Sport, lorsqu'il participa à la coupe du monde 1938 en France, où la sélection helvétique parvint jusqu'en quart de finale.